# Соборные послания
Кроме посланий апостола Павла, в Новый Завет включено семь посланий, авторами которых являются Иаков, апостол Пётр, апостол Иоанн и Иуда.
| Русское название    | Греческое название | Латинское название   | Сокращение | Сокращение | Сокращение | Язык оригинала |
| Русское название    | Греческое название | Латинское название   | Рус.       | Полн.      | Мин.       | Язык оригинала |
| ------------------- | ------------------ | -------------------- | ---------- | ---------- | ---------- | -------------- |
| Послание Иакова     | Ιακοβου            | Epistula Iacobi      | Иак        | Jas        | Ja         | Греческий      |
| 1-е послание Петра  | Πετρου Α           | Epistula I Petri     | 1Пет       | 1 Pet      | 1P         | Греческий      |
| 2-е послание Петра  | Πετρου Β           | Epistula II Petri    | 2Пет       | 2 Pet      | 2P         | Греческий      |
| 1-е послание Иоанна | Ιωανου Α           | Epistula I Ioannis   | 1Ин        | 1 Jn       | 1J, 1Jn    | Греческий      |
| 2-е послание Иоанна | Ιωανου Β           | Epistula II Ioannis  | 2Ин        | 2 Jn       | 2J, 2Jn    | Греческий      |
| 3-е послание Иоанна | Ιωανου Γ           | Epistula III Ioannis | 3Ин        | 3 Jn       | 3J, 3Jn    | Греческий      |
| Послание Иуды       | Ιουδα              | Epistula Iudae       | Иуд        | Jude       | J          | Греческий      |